# خلیفه‌آباد
خلیفه‌آباد ، شهرکی از توابع بخش مرکزی شهرستان دلفان در استان لرستان ایران است.

## جمعیت
این روستا در دهستان نورآباد قرار دارد و بر اساس سرشماری مرکز آمار ایران در سال ۱۳۸۵، جمعیت آن ۹۰۹ نفر (۱۶۹خانوار) بوده‌است.